# 礼亲王府
礼亲王府，位于中国北京市西城区西黄城根南街9号，是清朝康亲王杰书及其后裔的府第。

## 历史
礼亲王府位于西黄城根南街西北，大酱坊胡同东口路北。该府所在地在明朝是崇祯帝外戚周奎之宅，后为代善所有。
该府始建于清朝顺治年间，为礼亲王代善之孙杰书择地兴建。杰书袭爵后，封号为康亲王，故该府最初称为“康亲王府”。乾隆四十三年（1778年），杰书的裔孙永恩复号为“礼亲王”，故该府亦改称“礼亲王府”。
在第九代礼亲王昭梿时期，嘉庆十二年（1807年），该府毁于火灾。后来，经嘉庆帝赐银万两，由礼亲王昭梿主持，在原址大体依照原式重建该府。
1927年，礼亲王府的后人将该府前半部分出租给华北学院（后改称华北大学）。中华人民共和国成立后，华北大学结束，该府改为中央人民政府内务部（后改称中华人民共和国民政部）办公地。如今，该府中路建筑大部分保存，其余建筑多经拆改。1984年，该府被公布为北京市文物保护单位。
礼亲王府的西黄城根南街9号院曾是中华人民共和国民政部、中华人民共和国进出口管理委员会、中华人民共和国国家农业委员会、中共中央农村政策研究室（国务院农村发展研究中心）等机关单位的办公地点，机关分散在二里沟、三里河、六铺炕、九号院和中南海的原国家经委也一度流传“二三六九中，全城来办公”的顺口溜。1980年代，华国锋、姚依林和张劲夫迁入西黄城根南街9号院北区居住，南区则是各机关单位的办公地点。后来9号院由国家发展和改革委员会基建物业管理中心管理。

## 建筑
礼亲王府位于西黄城根南街西侧，即大酱坊胡同东口路北，南起大酱坊胡同，北到颁赏胡同。该府占地规模较广，主要建筑布局和其他清朝王府相同。在北京的清朝王府中，最大的便是礼亲王府和豫亲王府，故老北京有谚语“礼王的房，豫王的墙”。
该府建筑分为三路，其中中路为主体建筑，东路为住宅，西路为花园。
中路的主要建筑分前后两组。前部有正门（宫门），正殿及其两侧翼楼，后殿及其两厢配殿。后部自成庭院，前为内门（二宫门）、前堂、后堂及其两厢配房，最后是后罩楼。主要建筑有：
- 大门
- 正门（宫门）
- 银安殿（正殿）
  - 东、西配楼
- 后殿：该殿是礼亲王府的特点。一般清朝王府均以后殿作为后寝门，二者合并。但礼亲王府设有专门的后殿，殿前东、西还各有五间配楼。此为北京清朝王府中的孤例。
  - 东、西配殿
- 穿堂门（后寝门、内门、二宫门）
- 神殿
  - 东、西配房
- 后罩楼
  - 东、西配房

东路建筑是礼亲王及家人居住、休息之所。
西路为花园，园林设计极巧妙，花园内有山石、池沼、亭台、轩廊等建筑。单士元在《清礼王府考》中称：“西院有假山亭榭，中有断碑一幢，为乾隆二十九年兰亭主人绿漪园所撰《老槐行》；据传，八国联军之役，礼府为法军占领，掘银安殿基得银窖。” 

## 石景山区礼亲王府
北京市石景山区也有一处礼王府，始建于清朝，位于福寿岭的北京铁路分局北京疗养院内。2001年10月29日，被石景山区人民政府公布为第四批石景山区文物保护单位。整体修缮之后，作为北京铁路分局北京疗养院文化活动中心使用。